# Slaget vid Magersfontein

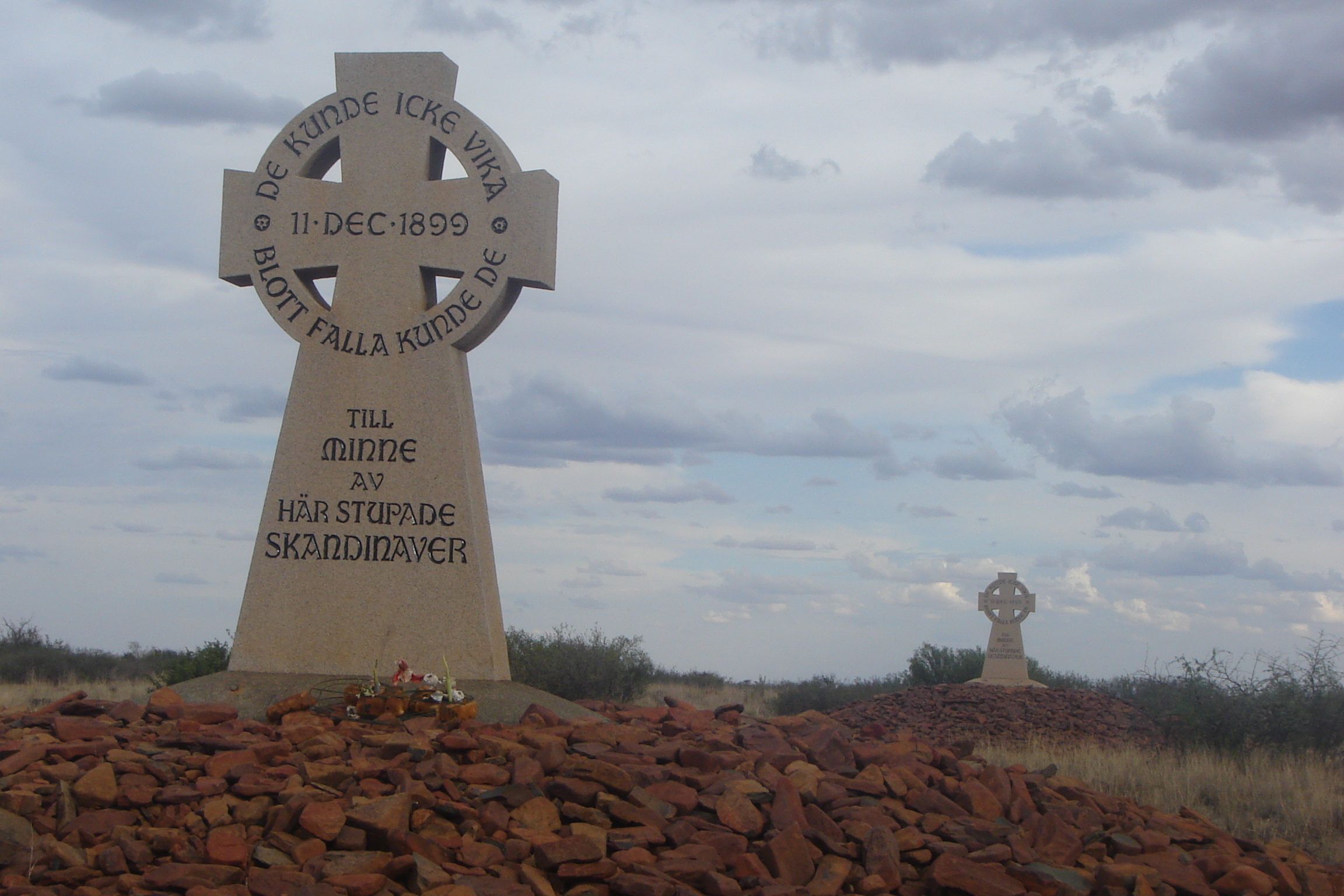
Monument över fallna skandinaver i Magersfontein

Magersfontein är en höjd i provinsen Oranjefristaten, cirka tre mil söder om Kimberley i Sydafrika. Här besegrade den 10−11 december 1899 en boerstyrka den framryckande Höglandsbrigaden i ett slag under andra boerkriget. 
Magersfontein består av en rad kullar i slättlandskapet. Boerna hade förskansat sig i skyttegravar framför kullarna, vilket var en helt ny taktik, och drabbades inte alls av den förberedande brittiska artilleribeskjutningen − som var riktad på själva kullarna. När de skotska regementena rykte fram under natten utsattes de från välriktad eld från boernas linjer, och slaget blev ett svårt nederlag för Storbritannien.
I detta slag deltog även på boernas sida den Skandinaviska kåren, där många svenskar och finlandssvenskar ingick. Kåren låg framför boernas linjer och drabbades av svåra förluster. De begravdes på plats, och flera minnesmärken finns alltjämt på slagfältet, ett första restes 1908. Den skandinaviska kåren hade organiserats och leddes av civilingenjören Christer Uggla, då direktör vid Transvaals järnväg. Uggla blev senare engelsk krigsfånge men frigavs efter ingripande av Danmarks konsul. Han återflyttade till Sverige och blev senare chef för Vagnfabriken i Södertälje (Vabis). Han utnämndes även till nederländsk generalkonsul i Stockholm
Förlusterna blev för britterna totalt 971 man; boerna förlorade 250 stupade och sårade − av dessa var 44 skandinaver.
I den satiriska romanen Magersfontein, O Magersfontein (Human & Rousseau, 1974; sv. Bokförlaget Augusti 2007, översättning av Urban Lindström) skildrar den sydafrikanske författaren Etienne Leroux en fiktiv filminspelning av det historiska slaget vid Magersfontein som en uppgörelse med människans och statens förhållande till sitt förflutna.